# Buki Zdroiskie
Buki Zdroiskie im. prof. Lucjana Agapowa – leśny rezerwat przyrody w województwie lubuskim, położony na terenie gmin Strzelce Krajeńskie i Zwierzyn (powiat strzelecko-drezdenecki) oraz gminy Santok (powiat gorzowski).
Został utworzony na podstawie Zarządzenia Ministra Leśnictwa i Przemysłu Drzewnego z dnia 12 października 1982 roku (M.P. Nr 25/82, poz. 234).
Powierzchnia rezerwatu wynosi 78,42 ha. Na mocy obowiązującego planu ochrony ustanowionego w 2016 roku (z późniejszymi zmianami), obszar rezerwatu objęty jest ochroną ścisłą.
Celem ochrony jest zachowanie fragmentu naturalnego lasu mieszanego o charakterze buczyny pomorskiej (ponad 160 lat), występującej na granicy zasięgu, na zboczach malowniczego wąwozu wzdłuż rzeki Santoczna. Na terenie rezerwatu występuje skrzyp olbrzymi.
Na skraju obszaru chronionego stoi głaz pamiątkowy z 1931 z dwujęzycznym napisem (polskim i niemieckim). Ufundował go burmistrz Strzelec Krajeńskich dla uczczenia miejscowego leśniczego.
Decyzją Regionalnego Dyrektora Ochrony Środowiska w Gorzowie Wielkopolskim z dnia 8 sierpnia 2019 r. rezerwatowi nadano imię prof. Lucjana Agapow, biologa, współtwórcy Drawieńskiego Parku Narodowego.   

## Położenie rezerwatu
Rezerwat jest położony
- w granicach administracyjnych powiatu strzelecko-drezdeneckiego o powierzchni 29,23 ha w gm. Strzelce Krajeńskie, obręb ewidencyjny m. Wełmin (dz. nr 582 – 1,87 ha, dz. nr 583 – 7,39 ha, dz. nr 584/1 – 5,67 ha), obręb ewidencyjny m. Przyłęg (dz. nr 637 – 0,30 ha, dz. nr 638 – 6,65 ha, dz. nr 658/2 – 1,59 ha, dz. nr 659 – 5,34 ha), w gm. Zwierzyń obręb ewidencyjny m. Górki Noteckie dz. nr 859 – 0,42 ha; w zarządzie Nadleśnictwa Strzelce Krajeńskie[7].
- w granicach administracyjnych powiatu gorzowskiego o powierzchni 46,34 ha w gm. Santok, obręb ewidencyjny m. Janczewo (dz. nr 784 – 6,18 ha, dz. nr 807 – 10,90 ha), obręb ewidencyjny m. Gralewo (dz. nr 716 – 10,59 ha, dz. nr 739 – 6,20 ha, dz. nr 757 – 5,78 ha, dz. nr 773 – 6,69 ha); w zarządzie Nadleśnictwa Kłodawa[7].

Rezerwat znajduje się w granicach Obszaru Chronionego Krajobrazu Puszcza Barlinecka oraz dwóch obszarów sieci Natura 2000: siedliskowego „Ostoja Barlinecka” PLH080071 i ptasiego „Puszcza Barlinecka” PLB080001.